# سی‌سی‌ام
سی‌سی‌ام (انگلیسی: CCM) شرکت تجهیزات ورزشی کانادایی است، که در سال ۱۸۹۹ تأسیس شد و هم‌اکنون زیرمجموعه‌ای از شرکت ریباک می‌باشد.